# 堅盛頓公園 (本拿比)

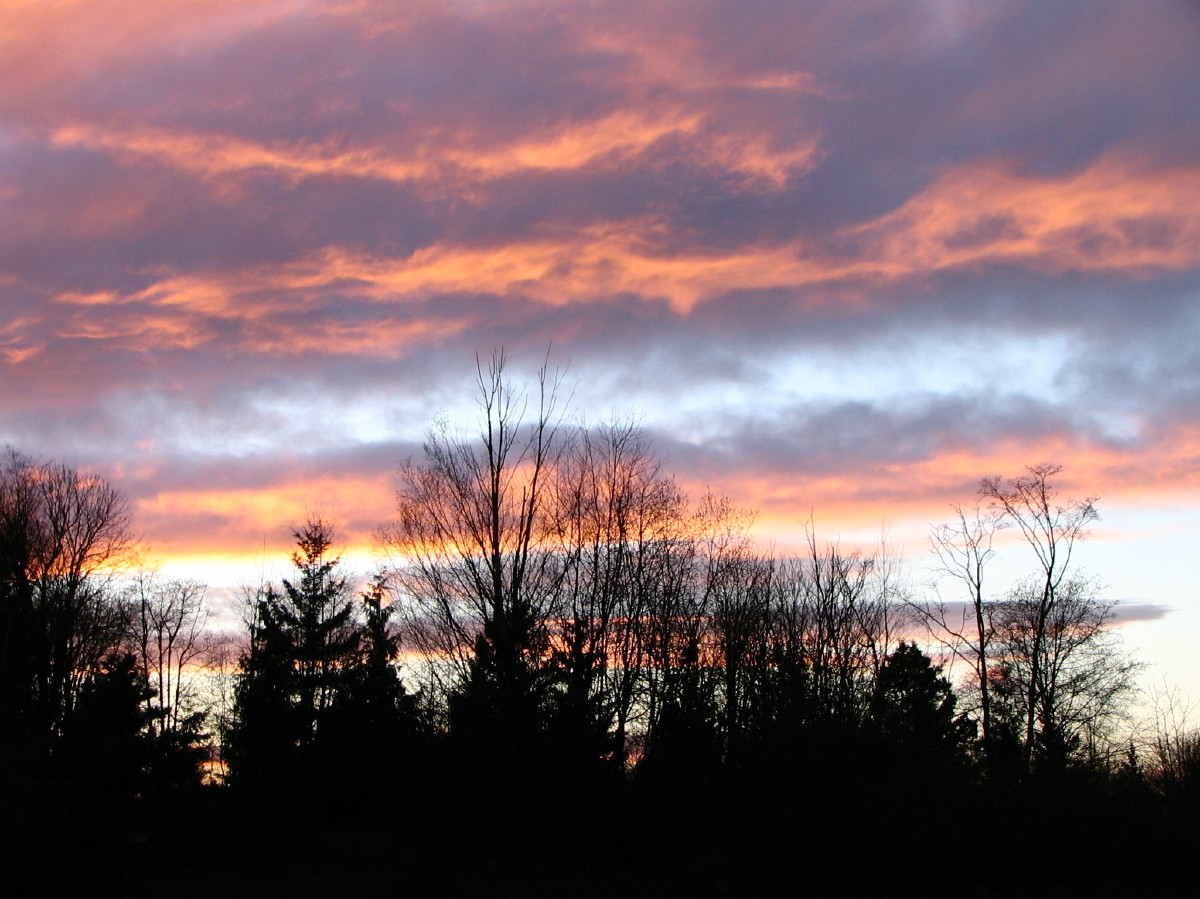
堅盛頓公園的日落一景

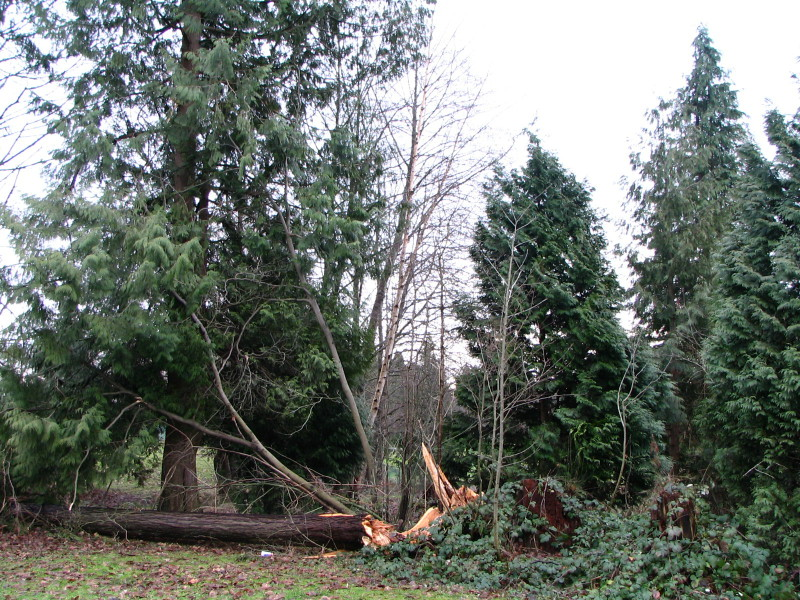
2006年12月的一場暴風雨中，大溫哥華地區數千棵樹遭折斷。圖為堅盛頓公園受災後場面

堅盛頓公園是加拿大卑詩省本拿比的一座大型城市公園。它四周的的主要道路有喜士定街、居迪斯街、堅盛頓路及浩登路。
堅盛頓公園毗鄰本拿比北中學，擁有多個運動場，其中包括足球場及棒球場。堅盛頓運動場是附近的一個滑冰場，位於公園的入口處。
堅盛頓公園以其小型哥爾夫球場聞名，吸引了許多本拿比哥爾夫球手。
比查溪是北本拿比的溪流之一，蜿蜒流過堅盛頓公園。

## 外部連結
- 堅盛頓公園－本拿比市政府網站 （页面存档备份，存于）

49°16′39″N 122°58′35″W / 49.277451°N 122.976515°W